# Geek - Nyc's secret sideshow
Geek - Nyc's secret sideshow er en dansk eksperimentalfilm fra 1997, der er instrueret af Knud Vesterskov efter eget manuskript.

## Handling
Hektiske New York City er det rette sted at opleve sine relationer til tidens moralske fordærvelse. Blodigt selviscenesættende kaster en lystfuld ung mand sig ud i storbyens liderlige freak-show. Under konfrontationerne med sin selvvalgte 'geek'-rolle, tvinges han igen tilbage i normalitetens sikre trivialitet. En nødvendig oplevelse rigere.